# Цецеже
Цецеже (пол. Ciecierze) — село в Польщі, у гміні Хмельник Келецького повіту Свентокшиського воєводства.
Населення — 71 особа (2011).
У 1975-1998 роках село належало до Келецького воєводства.

## Демографія
Демографічна структура на день 31 березня 2011 року:
|          | Загалом | Допрацездатний вік | Працездатний вік | Постпрацездатний вік |
| -------- | ------- | ------------------ | ---------------- | -------------------- |
| Чоловіки | 36      | 10                 | 22               | 4                    |
| Жінки    | 35      | 7                  | 19               | 9                    |
| Разом    | 71      | 17                 | 41               | 13                   |